# Campus du Puy-en-Velay
Le campus du Puy-en-Velay est un centre pédagogique et universitaire qui comprend une bibliothèque, des départements de l'IUT et une antenne de l'Institut national supérieur du professorat et de l'éducation (INSPé) de l'Université Clermont-Auvergne, un atelier Canopé et un restaurant. Il s'étend sur 10 589 m² (surface SHON). 

## Historique
Si l'École normale était implantée depuis le XIXe siècle au Puy-en-Velay, la Haute-Loire a dû attendre la fin du XXe siècle pour voir d'autres formations du supérieur proposées.
C'est ainsi en 1994 que l'IUT de l'Université Clermont 1 a décidé d'ouvrir un département "Chimie, Sciences des matériaux".
Des locaux neufs ont été inaugurés en septembre 1995, à l'angle des rues Charles-Rocher et Jean-Baptiste-Fabre, sur l'emplacement d'une ancienne caserne de gendarmerie.
Ils regroupaient l'IUFM, le département de chimie de l'IUT, le Centre de documentation départemental pédagogique et un restaurant géré par la ville et agréé par le CROUS. Un amphithéâtre de 150 places avait été conçu pour desservir le campus.
Il était prévu l'accueil par l'IUT de 80 étudiants en première année et 70 en deuxième année et la formation par l'IUFM d'une centaine de personnes par an. 
Le député-maire Serge Monnier a souligné alors l'inscription du campus dans la ville et la nécessité pour les étudiants de pratiquer la marche à pied. 
A la rentrée de 1997, l'IUT a implanté un deuxième département ("Informatique, option imagerie" devenu "Informatique Graphique").
Le département Services, Réseaux et Communication (SRC), connu maintenant sous la dénomination Métiers du Multimédia et de l’Internet (MMI) a été ouvert en 2002.
La Bibliothèque universitaire est présente sur le campus depuis la rentrée de 2010. 
Enfin, l'INSPé a ouvert en 2021 un campus connecté sur le site avec l'appui des collectivités territoriales. 

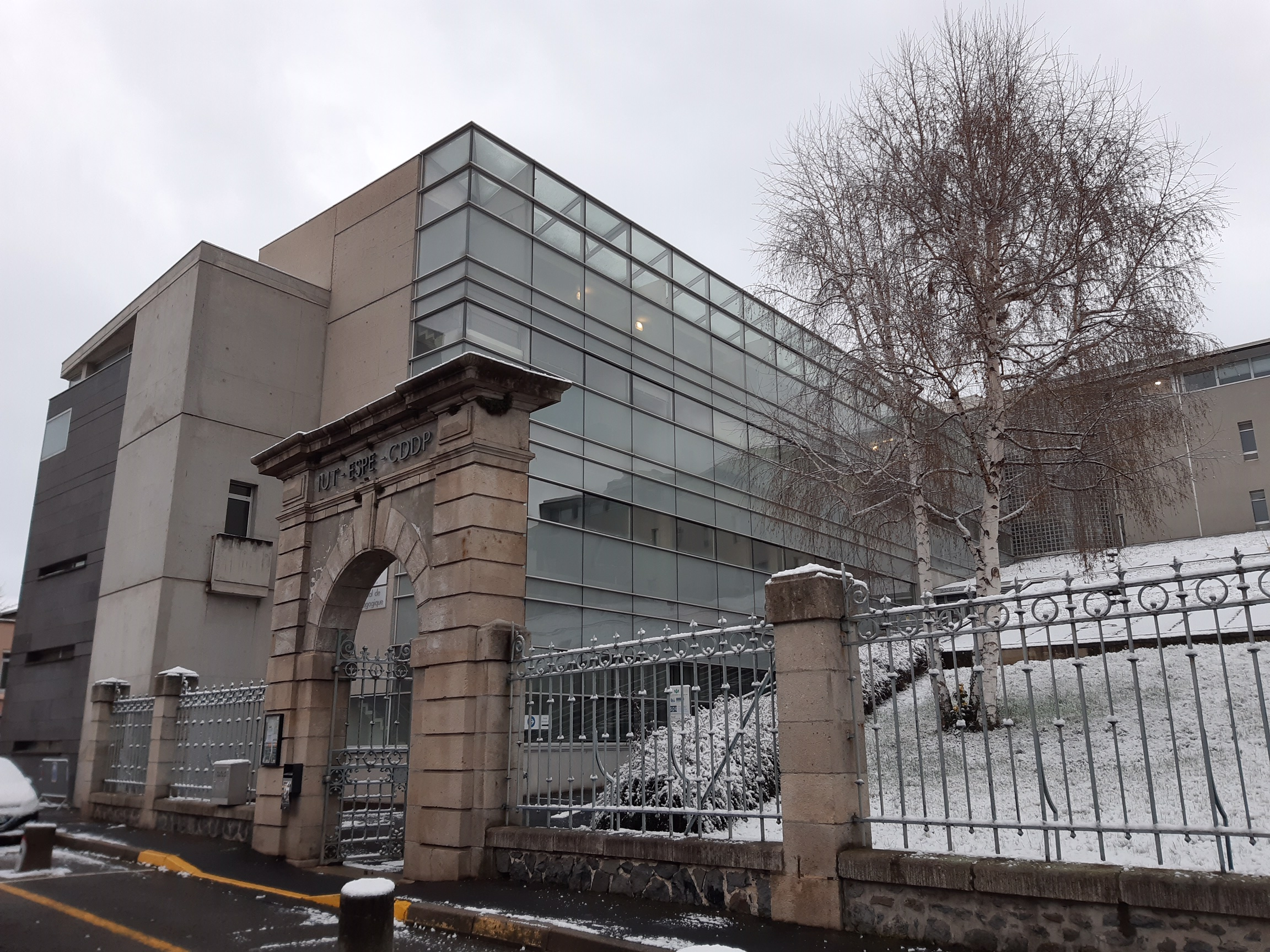
Entrée du Bâtiment A du Campus du Puy-en-Velay

## Situation
Le campus universitaire du Puy-en-Velay est situé au 8 rue Jean-Batiste Fabre 43012 Le Puy-en-Velay Cedex.

## Composantes et services
- IUT[5]
  - Entrée du Bâtiment C du Campus du Puy-en-VelayBUT Chimie
  - BUT Informatique Graphique

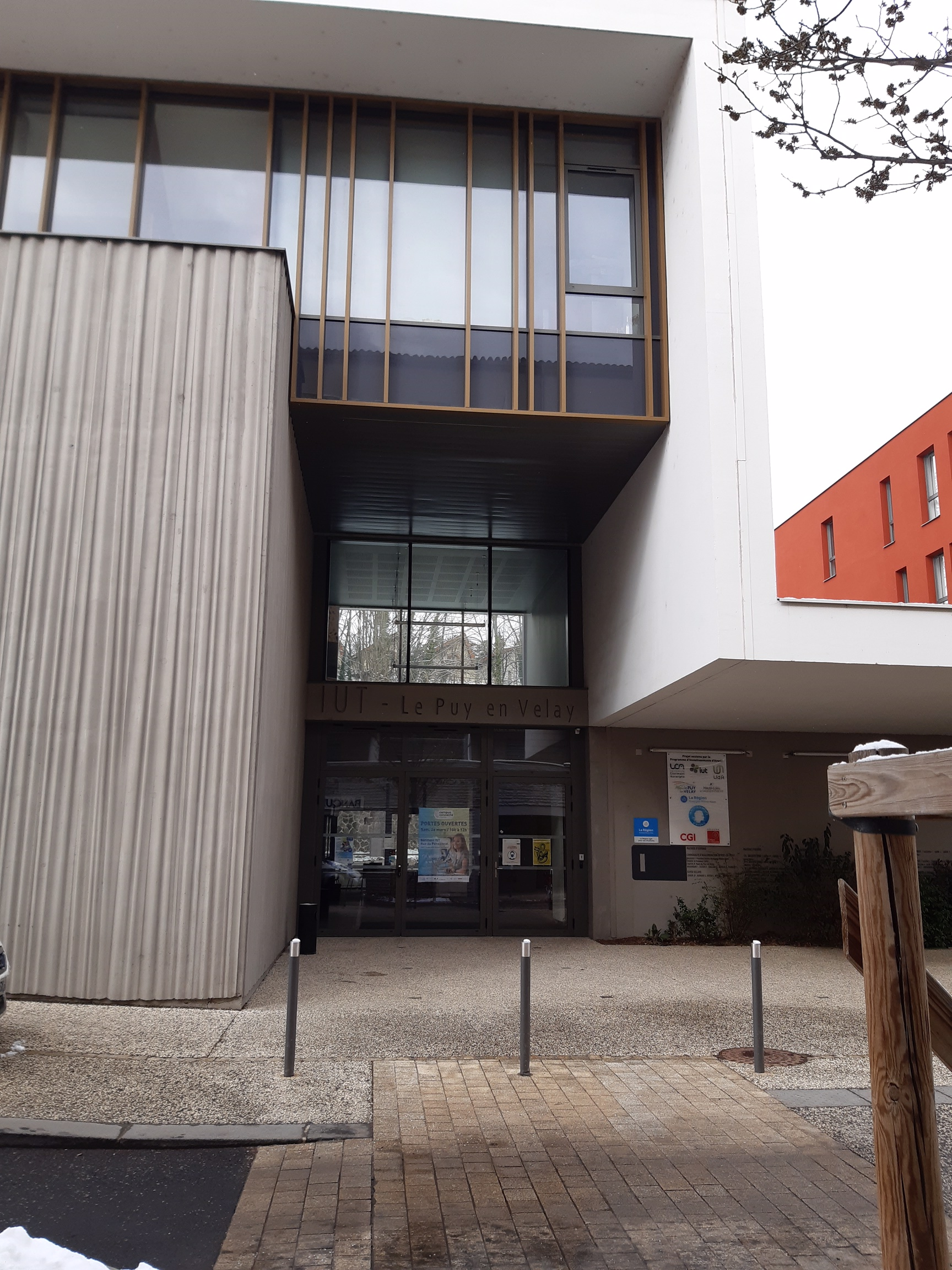
Entrée du Bâtiment C du Campus du Puy-en-Velay

  - BUT Métiers du Multimédia et de l'Internet
- INSPE
- Bibliothèque universitaire
- Canopé
- Services pour les étudiants
- Restaurant
- Sport (SUAPS)
- Culture (SUC)
- Infirmerie